# Andrea Fimiani
Andrea Fimiani (17 settembre 1996) è un giocatore di football americano italiano, che gioca come quarterback per i Guelfi Firenze.
Dopo aver giocato fin dall'infanzia per i Blue Storms Busto Arsizio, nel 2018 si trasferisce ai Lions Bergamo e dal 2020 gioca con i Guelfi Firenze.

## Palmarès
- 1 Italian Bowl (Guelfi Firenze, 2022)